# اوتو دوم ویتلسباخ، دوک باواریا
اوتو دوم ویتلسباخ، دوک باواریا (آلمانی: Otto II der Erlauchte, Herzog von Bayern, Pfalzgraf bei Rhein; ۷ آوریل ۱۲۰۶ – ۲۹ نوامبر ۱۲۵۳)، دوک باواریا و دوک پلاتین و راین از سال ۱۲۰۶ تا سال ۱۲۵۳ بود.